# 克·亚树
克·亚树（1961年9月19日—），本名中村克明，出生於福岡縣福岡市西區，日本漫画家。大阪艺术大学艺术系设计专业毕业。
1983年，首部作品获得第88回HMC一等奖，并刊登在白泉社的《花與夢》（花とゆめ）上。此后，《符法師》（まぼろし佑幻）、《向前走》（はっぴい直前）和《明星情侣》（星くずパラダイス）等作品发表在小学馆的《少年Sunday周刊》。1993年《浪漫屋檐下》（ぼくの銀色ハウス）之后的作品也开始在青年漫畫周刊连载。
现在，《夫妻成长日记》（ふたりエッチ）在白泉社的杂志《Young Animal》和《Young Animal嵐》连载中。

## 作品列表
- 夫妻成長日記、原名，白泉社發行，又譯《兩人性世界》；青文出版社代理台灣中文版譯為《夫妻甜蜜物語》；卡卡多媒體代理香港中文版譯為《愛侶H生活》
- 符法師、全3冊、原名，小學館發行，大然文化代理台灣中文版
- 向前走、全6冊、原名，小學館發行，大然文化代理台灣中文版
- 舞榭風雲、全2冊、原名，白泉社發行，尖端出版代理台灣中文版
- 明星情侣、全11冊、原名《星くずパラダイス（日语：星くずパラダイス）》，小學館發行，大然文化代理台灣中文版
- 超龍戰記、全6冊、原名，小學館發行，大然文化代理台灣中文版
- 伊甸女神、全1冊、原名，艾尼克斯發行，東立出版社代理台灣及香港中文版
- 浪漫屋簷下、原名，白泉社發行，尖端出版代理台灣中文版
- Aya、全1冊、原名《AYA》，竹書房發行
- 閨房革命、原名，少年畫報社發行，初版全3冊、完全版全2冊，甲府文化發行台灣未授權中文版譯為《情人成長日記》，卡卡多媒體發行香港中文版譯為《H革命》
- 美少女創世傳說、全5冊、原名，學習研究社發行，角川書店再版時改名為《PRINCESS》
- 聖天空戰記、全8冊、原名，矢立肇、河森正治原作，角川書店發行
- 煌羅萬象、全11冊、原名《サイキックアカデミー煌羅万象（日语：サイキックアカデミー煌羅万象）》，講談社發行，東立出版社代理台灣中文版，文化傳信代理香港中文版
- Love Lucky、全7冊、原名，台譯《愛情幸運星》，港譯《偶像H生活》，講談社發行，東立出版社代理台灣中文版，卡卡多媒體發行香港中文版
- 天地開闢、全3冊、原名，講談社發行，尖端出版代理台灣中文版
- 毒×戀、全3冊、原名，集英社發行，東立出版社代理台灣中文版，甲府文化發行台灣未授權中文版譯為《戀愛成長日記》
- 熱情滿點貓谷市！、全6冊、原名，講談社發行，台灣東販代理台灣中文版

### 插畫
- 3月的獅子（2016年，電視動畫第10話片尾）